# Djurgårdskvällar
Djurgårdskvällar är en svensk dramafilm från 1946 i regi av Rolf Husberg. I huvudrollerna ses Adolf Jahr, Emy Hagman och Nils Ericson.

## Handling
Affe är en alkoholiserad artist som inte nått sina drömmar, han hoppas att dottern Ingers scenintresse ska föra släktens artistiska arv vidare.

## Om filmen
Filmen premiärvisades 18 november 1946. Den spelades in vid Centrumateljéerna i Stockholm med exteriörscener filmade på Gröna Lund och Djurgårdsstaden av Julius Jaenzon. Filmen har stora likheter med Gösta Rodins film Djurgårdsnätter från 1933, men det är inte en nyinspelning av den äldre filmen.

## Rollista i urval
- Adolf Jahr -   Alfred "Affe" Grönlund, varietéartist
- Emy Hagman -  Vera Valli, varietéartist
- Nils Ericson -  Felix Winter, varietéartist
- Lasse Krantz -  Carl "Calle" Maxon, tenor
- Douglas Håge -  Jonny Maxon, direktör för artistförmedling, Calles bror
- John Botvid -  Algot Blomster, kallad Blomman, allt-i-allo hos Jonny
- Naima Wifstrand -  gumman Bender, värdinna på Pensionat L'Artiste
- Agneta Lagerfeldt -  Elsie Nord, sångerska
- Ingrid Björk -  Inga Grönlund, Affes dotter, varietéartist
- Henrik Schildt -  Arne (Holger) Grönlund, Affes son, kontorist
- Harrine Cederholm -  Sonja, varietéflicka
- Rune Stylander -  Roffe, skummis
- Peter Lindgren -  Nicke, skummis
- Wiktor "Kulörten" Andersson -  konferencier på Gröna Lund

## Musik i filmen
- Solingerschützen, kompositör Franz von Blon, instrumental.
- Varietémarsch, kompositör Hasse Tellemar, instrumental.
- Djurgårdsvisan, kompositör och text Remo Ciacelli, sång Emy Hagman
- Dein ist mein ganzes Herz (Du är min hela värld), kompositör Franz Lehár, tysk text Ludwig Herzer och Fritz Beda-Löhner, svensk text Carl Johan Holzhausen, sång Lasse Krantz
- Och allt blev sagt, kompositör Kai Gullmar, text Berco, sång Ingrid Björk
- The Last Rose of Summer text Thomas Moore (efter en irländsk folkmelodi), instrumental.
- Vill du bli en riktig cowboy?, kompositör Kai Gullmar, text Figaro, sång Emy Hagman och Nils Ericson
- Solnedgång, kompositör Sven Janthe, instrumental.
- Käraste bröder, systrar och vänner, kompositör och text Carl Michael Bellman, sång Nils Ericson
- Fjäriln vingad syns på Haga, kompositör och text Carl Michael Bellman, instrumental.
- Undan ur vägen, se hur profossen med plymager, kompositör och text Carl Michael Bellman, instrumental.
- Blåsen nu alla, kompositör och text Carl Michael Bellman, sång Gösta Kjellertz
- Liksom en herdinna högtidsklädd, kompositör och text Carl Michael Bellman, instrumental. Till musiken dansar Ulla Sallert och Gösta Kjellertz.
- Vila vid denna källa, kompositör och text Carl Michael Bellman, sång Lasse Krantz
- Machen wir's den Schwalben nach (Låt oss liksom svalorna), kompositör Emmerich Kálmán tysk text Leo Stein och Béla Jenbach, svensk text Nalle Halldén, sång Adolf Jahr och Nils Ericson
- Polka (Wifstrand), kompositör Naima Wifstrand, instrumental.
- I millioni d'Arlecchino. Serenad (Harlekins miljoner. Valsserenad), kompositör Riccardo Drigo, instrumental.
- Militärmarsch, kompositör Thore Ehrling, instrumental.
- Buck, Buck, kompositör Carl-Henrik Norin, instrumental.
- Vesti la giubba (Skratta Pajazzo), kompositör och text Ruggero Leoncavallo, svensk text Ernst Wallmark, sång Lasse Krantz
- La donna è mobile. Ur Rigoletto (Ack, som ett fjun så lätt), kompositör Giuseppe Verdi, text  Francesco Maria Piave, svensk text Ernst Wallmark, sång Lasse Krantz
- Don Quijote, kompositör Einar Groth, text Thore Arnryd, instrumental.